# ایستگاه متروی آرچوی
ایستگاه متروی آرچوی (انگلیسی: Archway tube station) یکی از ایستگاه‌های خط شمالی متروی لندن است.
این ایستگاه که در منطقه ایزلینگتون لندن قرار دارد در سال ۱۹۰۷ میلادی تأسیس شده‌است.